# Perszonalizmus
A perszonalizmus egy modern XX. századi filozófiai irányzat, melynek gyökerei azonban messze az ókorig nyúlnak vissza. Az emberi személyt a középpontba helyező gondolkodás alapvetően zsidó–keresztény ihletettségű, de az ábrahámi vallásoktól függetlenül már az ókori görög filozófia képviselői közül is voltak, akik az embert jogokkal ruházták föl, és nem pusztán dologként definiálták.

## Az irányzat kialakulása

### A fogalom eredete
A perszonalizmus kifejezést először Friedrich Schleiermacher használta, Isten személyességét hangsúlyozta a panteizmus tanításával szemben. A fogalom ekkor azonban még mást jelentett, mint amit a XX. század közepén kialakuló filozófiai irányzat névadójaként jelölt. Az 1930-as években az Esprit(en) folyóirat körül kialakuló filozófiai-politikai gondolkodás a korszak szélsőségeivel (liberalizmus, materializmus, fasizmus, kommunizmus) szemben a keresztény (és zsidó) eszmeiségből merítve az emberi személyt tette a társadalom alapjává.

### Az irányzat története
A keresztény gondolkodásban először Szent Ágoston fogalmazta meg, hogy az ember nem pusztán gondolkodó lény, mint ahogy a görög filozófia Arisztotelészt követve definiálta, hanem egyben szabad akarattal rendelkező személy. Aquinói Szent Tamás és az ő tanításából kinövő tomista irányzat is hangsúlyozza az emberi személy autonómiáját.
1932-ben induló Esprit című francia folyóirat műhelyében fogalmazták meg kristálytisztán azt a személyközpontú filozófiát, amely az individualizmus és kollektivizmus szélsőségei között egy köztes utat jelölt ki. A folyóiratot alapító Emmanuel Mounier, majd Jacques Maritain volt az irányzat fő képviselője. Szintén jól ismert képviselője a perszonalizmus-nak a zsidó Martin Buber is, aki az Én és Te című könyvével az irányzat egyik alapművét alkotta meg. Később a perszonalizmus megközelítése beépült a katolikus egyház tanításába, a II. vatikáni zsinat dokumentumaiba, elsősorban a Gaudium et spes kezdetű konstitúcióba. (Maritain megfigyelőként részt is vett a zsinat ülésein.) A második világháború után kialakuló modern kereszténydemokrata irányzatnak is a részévé vált.

## A perszonalizmus mondanivalója

### A perszonalizmus mint filozófiai irányzat
A perszonalizmus forrásvidéke nagyon hasonló az egzisztencializmuséhoz. Mindkét gondolkodás ugyanis elutasítja a modern társadalmi berendezkedésekből fakadó az embert eltárgyiasító nézetet. Mégis van különbség a két irányzat között, hiszen a perszonalizmus az emberi személyt nem önmagában vizsgálja, nem önmagáért valónak tartja. A perszonalisták alaptétele ugyanis az, hogy az ember mint személy más személyek között bontakozhat ki. A társadalmat is emberi kapcsolatok szövevényének tekinti, amelynek alapja és értelme a szeretet.
A perszonalizmus értelmezhetetlen a zsidó és keresztény tanítás ismerete nélkül. Az irányzat képviselői mind vallásuk gyakorlói voltak, és tételeik megalkotását hitük ihlette. Mounier-nél, Maritain-nél vagy Bubernél mind ott visszhangzott a bibliai tanítás miszerint az ember Isten képmása, méltóságának alapja is innen származik, és lényének szerkezetét, szükségleteit alapjaiban meghatározza ez a hasonlóság.

### A perszonalizmus mint a kereszténydemokrácia alapja
A perszonalizmus a második világháború után megerősödő kereszténydemokrata irányzat emberképévé vált. A személyközi kapcsolatok között kiteljesedő embernek alapvető érdeke és tevékenységének egyik fő célja a közjó (a bonum commune), miként az államnak is, vallja a kereszténydemokrácia. Az igazságosság és az erkölcs politikai dimenziók is, az állam tehát felelősséget visel azért, hogy az állampolgárok veleszületett jogaikat ne csak birtokolni, hanem gyakorolni is tudják. Az ember a perszonalizmus-t politikai gyakorlattá alakító kereszténydemokrata politikai irányzat szerint autonóm lény, és ez az autonómia azon természetes közösségeket is megilleti, amelyek a személyek interakcióiból jönnek létre (ilyenek a család és bármely civil, vallási vagy politikai egyesület).